# Panaci
Panaci è un comune della Romania di 2 290 abitanti, ubicato nel distretto di Suceava, nella regione storica della Moldavia.
Il comune è formato dall'unione di 6 villaggi: Catrinari, Coverca, Drăgoiasa, Glodu, Panaci, Păltiniș.